# 中國青年救國團

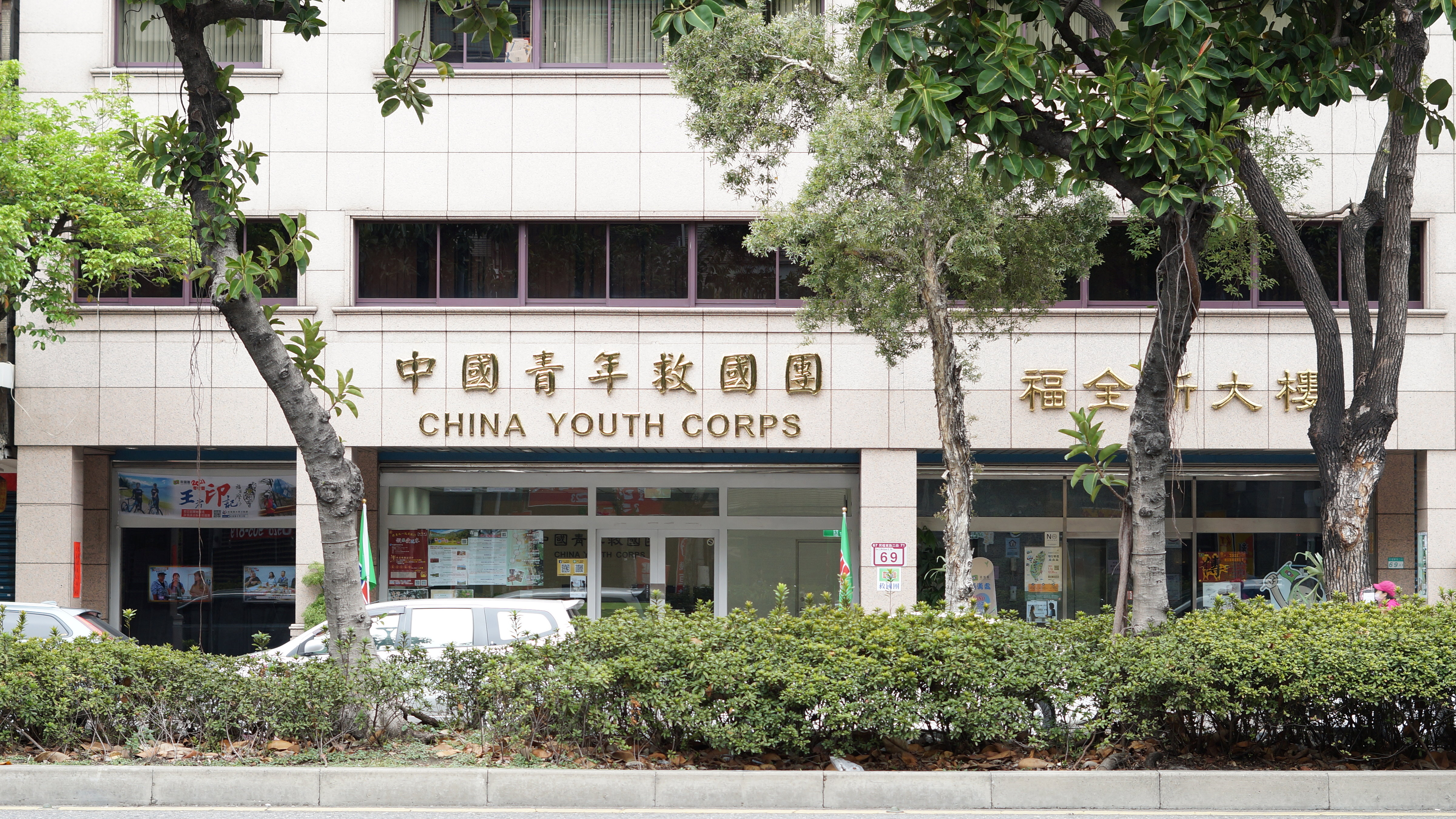
台北市民權東路「福全新大樓」，中國青年救國團總團部現址

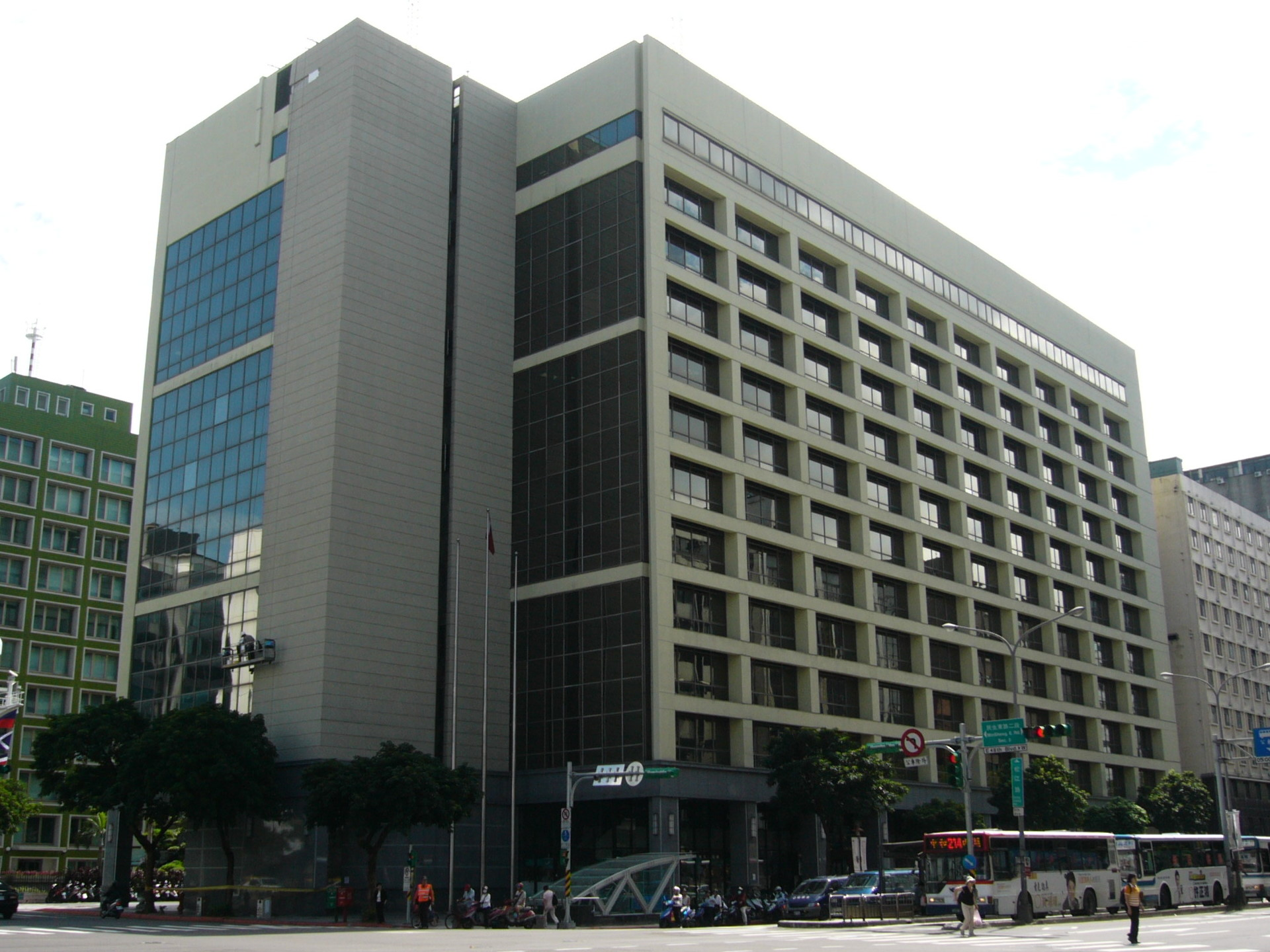
台北市松江路「志清大樓」，中國青年救國團總團部2017年以前設於此處

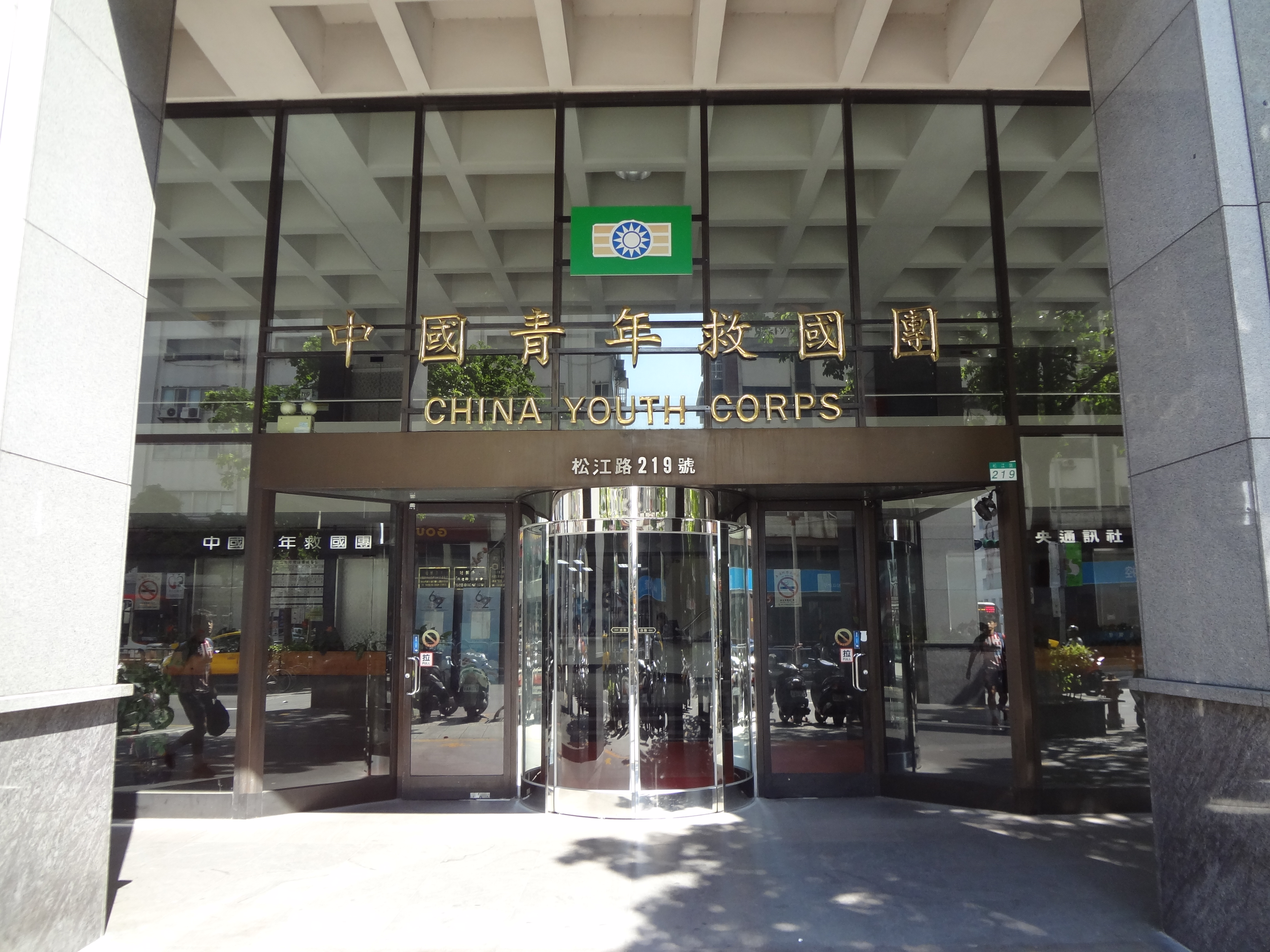
2015年志清大樓一樓的中國青年救國團總團部大門

中國青年救國團，簡稱救國團，為中華民國的社團法人組織。1952年成立，最初名為中國青年反共救國團，隸屬於中華民國國防部總政治部，由蔣經國為首位主任。1969年12月23日行政院解除救國團與國防部隸屬關係，相關業務改由行政院督導，12月24日內政部准予救國團變更為「社會運動機構」，屬於非法人團體，1989年11月24日向台北地方法院辦妥社團法人登記，領執法人登記證書。2000年10月8日，救國團團員大會臨時會議決議其名稱調整為中國青年救國團，俟報經內政部核准之後，於該年10月31日正式更名。2018年，不當黨產處理委員會認定救國團為中國國民黨附隨組織，救國團不服處分提起上訴，於2019年2月敗訴確定。2022年7月，黨產會以行政處分，將救國團部份財產移為國有，救國團聲請停止執行，最高行政法院於2023年1月駁回聲請。

## 團旗意涵
| 團旗特徵 | 意涵 |
| -------- | --- |
| 青天白日 | 代表國家的靈魂，代表三民主義的精神和救國團的中心思想                                                           |
| 三根紅條 | 代表青年勇敢、犧牲和大無畏的精神，並以「不怕苦」、「不怕難」、「不怕死」的決心，實踐中國青年第三次大結合的使命 |
| 綠色為底 | 象徵中國青年有活力、有生氣、永遠進步、永遠青春                                                                 |

## 歷史

### 戒嚴時期
1952年3月29日中華民國青年節，時任中華民國總統蔣中正發表《告全國青年書》，指出「惟有團結，才有力量；亦惟有組織，才能團結，才能成功」，並強調「青年為國家未來之主人翁」，「青年是時代的基礎，時代的重心」，「近半世紀的中國民族革命史，就是一部青年救國運動史」，「時代考驗青年，青年創造時代」，勉勵青年「增進其智能，鍛鍊其體魄，訓練其工作技術，加強其革命信念」，並提出了組織「中國青年反共救國團」的號召，經行政院同意後於5月31日，以臺教字第2953號訓令頒布〈中國青年反共救國團籌組原則〉，並轉飭國防部總政戰部負責籌組，派令蔣經國為主任，胡軌、謝東閔為副主任。8月1日，救國團籌辦處在復興崗成立籌辦處。10月31日，救國團在台北市中山堂舉行成立大會，由時任行政院長陳誠擔任大會主席。
1969年12月23日，國防部呈解除與救國團隸屬關係，相關業務改由行政院督導；12月24日內政部准予救國團變更為「社會運動機構」。1973年5月，蔣經國辭主任一職，改由李煥繼任。

### 轉型為公益社團法人
1989年1月27日，解嚴後中華民國政府頒佈《非常時期人民團體組織法》，同年8月28日向內政部及臺北地方法院申請登記為「社會團體」，復於同年11月24日向台北地方法院辦妥社團法人登記、領執法人登記證書後，救國團改為公益性社團法人。
2000年10月8日，救國團團員大會臨時會議決議：「名稱調整為『中國青年救國團』，俟報經內政部核准之後於同年10月31日正式更名為「中國青年救國團」。

### 與政府訴訟時期
2010年代行政院不當黨產處理委員會與各地縣市政府開始對救國團資產展開調查與提出返還訴訟。2015至2020年間臺中市、雲林縣等地陸續判決救國團需拆屋還地或與政府和解還地。
2017年9月21日，總團部因志清大樓歸還政府而搬遷至台北市民權東路辦公大樓，且救國團資產被不當黨產處理委員會凍結。
2018年8月7日，不當黨產處理委員會依《中國國民黨第八屆中央委員會第四次全體會議黨務工作報告》和《中國國民黨第九次全國代表大會中央委員會黨務工作報告》等相關文件，作成認定救國團為中國國民黨附隨組織並凍結財產之行政處分。救國團不服處分提起上訴，於2019年2月敗訴後再上訴。至2024年8月敗訴確定。
2020年新型冠狀病毒（COVID-19）疫情期間，台北市政府在3月19日於救國團劍潭青年活動中心設置首座安心檢疫所，3月24日收治第一組檢疫者入住。2021年1月，因應境外移入個案暴增，台北市政府再度於劍潭青年活動中心設置防疫專責旅館。5月，因應本土疫情爆發，劍潭海外青年活動中心配合轉型為「加強版防疫專責旅館」。
2022年7月，不當黨產處理委員會認定國民黨附隨組織「中國青年救國團」名下財產中，61筆土地、建物及13億9,449萬餘元為不當取得財產，依法收歸國有，並向救國團追徵2億4,057萬餘元。救國團不服處分提起行政訴訟，聲請停止執行。2023年1月，最高行政法院駁回救國團的聲請。

## 歷任主任
| 任別 | 姓名   | 任期                         | 備註                                                                                                  |
| 主任 | 主任   | 主任                         | 主任                                                                                                  |
| ---- | ------ | ---------------------------- | --- |
| 1    | 蔣經國 | 1952年10月31日－1973年5月3日 | |
| 2    | 李煥   | 1973年6月1日－1977年12月31日 | |
| 3    | 李元簇 | 1978年1月1日－1978年6月30日  | |
| 4    | 宋時選 | 1978年7月1日－1979年2月13日  | 國民黨台灣省黨部主任委員、國民黨組工會主任                                                            |
| 5    | 潘振球 | 1979年2月13日－1987年3月16日 | 中國國民黨中央委員                                                                                    |
| 6    | 李鍾桂 | 1987年3月16日－2005年2月16日 | 理事長兼主任，此後專任理事長，辭主任職；總負責人改為理事長制，主任職改為執行長制。 中國國民黨中央委員 |
| 7    | 林烱垚 | 2005年2月16日－2008年2月15日 | 職缺由副主任鄭松年暫代。                                                                              |
| 8    | 周逸衡 | 2008年8月1日－2010年8月1日   | |
| 9    | 張德聰 | 2010年8月2日－2017年2月2日   | |
| 10   | 葛永光 | 2017年3月1日－               | |

## 組織

### 直屬組織架構
- 團員大會
  - 團務指導委員會
  - 評議委員會
    - 總團部
      - 秘書處
      - 社會青年服務處（下轄各縣市團務指導委員會）
      - 學校青年服務處
      - 活動處
      - 終身教育處（下轄各終身學習中心）
      - 事業處（下轄各青年活動中心及山莊）
      - 諮商輔導處（下轄各張老師輔導中心）
      - 運動健康產業處（下轄各縣市受託營運國民運動中心）
      - 財務處

### 附屬及義工單位
- 救國團之友聯誼會（縣市分會、海外分會）
- 鄉鎮市區團務委員會
- 工商青年社會服務隊
- 真善美聯誼會

### 服務員組織
- 救國團總團部活動處大專假期服務員：金假服[18]
- 大專青年假期巡迴演唱服務隊：巡唱隊
- 救國團大專學生探索教育訓練員
- 全國大專青年康樂輔導人員研習會:全大康服務員
- 救國團中國青年服務社假期活動服務員：嚕啦啦[19]
- 北區大專社團服務中心服務員：北大服
- 中區大專學生社團服務中心：貓頭鷹
- 彰化縣假期活動服務隊：大角羊
- 南投縣大專假期服務中心：象族
- 南部大專服務員：紅烏鴉
- 屏東縣團委會假期服務員：紅螞蟻
- 花蓮假期服務員
- 桃園服務員：路加
- 宜蘭服務員：𠲍𠲍哃
- 嘉義大專假期服務員：黑熊

### 所屬機構

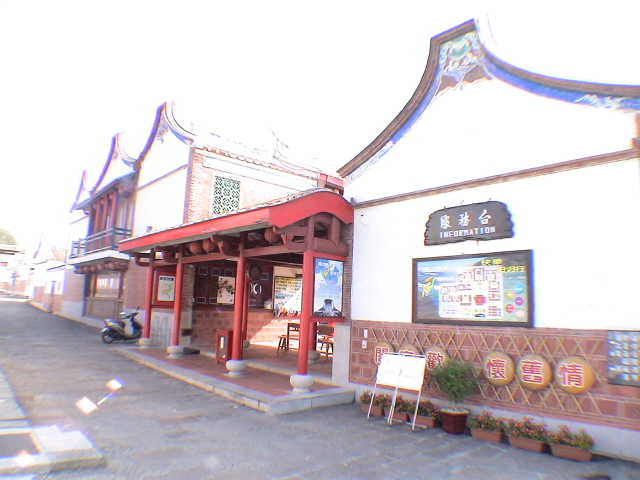
墾丁青年活動中心

青年活動中心
- 復興中心
- 日月潭中心
- 溪頭中心
- 阿里山中心
- 曾文中心
- 墾丁中心
- 天祥中心
- 澎湖中心
- 金門中心

山莊
- 觀雲山莊

學苑
- 嘉義學苑
- 花蓮學苑

其他設施
- 霞雲探索學校
- 傳習齋

## 相关組織

### 張老師
有鑑於在社會形態劇烈變遷中，青少年面臨諸多適應上的問題，救國團於1969年11月11日成立成立「臺北張老師中心」（Teacher Chang Youth Guidance Center），創設〈張老師專線〉，從事於青少年輔導服務。至1983年以前，已於台灣各地設立〈張老師〉青少年輔導中心。主要工作以函件服務、電話輔導、諮商晤談、社會工作：預防推廣、工廠輔導、青少年犯罪防治等為主，並實施輔導人員訓練。每年編印多種書刊，並發行《張老師月刊》。
110年10月，林堉璘宏泰教育基金會頒發第5屆「堉璘台灣奉獻獎」給「張老師」基金會，由葛永光董事長代表接受「希望之光」獎座，表彰「張老師」基金會為社會建立心理關懷模式，普及心理健康教育觀念，穩定社會之卓越貢獻。社團法人中華人權協會110年12月頒發110年五大領域人權貢獻與服務獎，「張老師」基金會獲「社會服務人權服務獎」。

## 外部連結
- 中國青年救國團（页面存档备份，存于）（繁體中文）（简体中文）
- 青年活動中心（页面存档备份，存于）（繁體中文）（英文）
- SS社會研究院 社會情勢調查與訓練（繁體中文）
- 中國青年服務社（页面存档备份，存于）（繁體中文）
- 中國青年旅行社（繁體中文）
- 幼獅文化事業股份有限公司（繁體中文）
- 張老師文化事業股份有限公司（页面存档备份，存于）（繁體中文）
- 財團法人張老師基金會（页面存档备份，存于）（繁體中文）（简体中文）（英文）
- 中國青年救國團的Facebook專頁

| 中國青年救國團所管機關一覽 |
| 青年活動中心 |
| --- |
| 北部地方：劍潭中心｜金山中心（退出）｜復興中心｜石門山中心（退出） 南投、嘉義：日月潭中心｜溪頭中心｜阿里山中心 台南、高雄：曾文中心｜澄清湖中心（退出）｜西子灣中心｜梅山中心（退出） 花東、屏東與離島：天祥中心｜墾丁中心｜澎湖中心｜金門中心 |
| 山莊 |
| 桃園：霞雲山莊｜巴陵山莊 中橫沿線：霧社山莊（廢）｜大禹嶺山莊（廢）｜觀雲山莊｜洛韶山莊（廢）｜慈恩山莊（廢） 南橫沿線：埡口山莊（廢）｜利稻山莊（廢）                                                                                          |
| 學苑、其他設施 |
| 學苑：台北學苑（廢）｜台中學苑（廢）｜嘉義學苑｜台南學苑（廢）｜宜蘭學苑（廢）｜花蓮學苑 其他設施：霞雲探索學校｜傳習齋 ■模板／■討論頁 |